# Bradysia latipennis
Bradysia latipennis is een muggensoort uit de familie van de rouwmuggen (Sciaridae). De wetenschappelijke naam van de soort is voor het eerst geldig gepubliceerd in 2002 door Menzel.